# Greg Casar

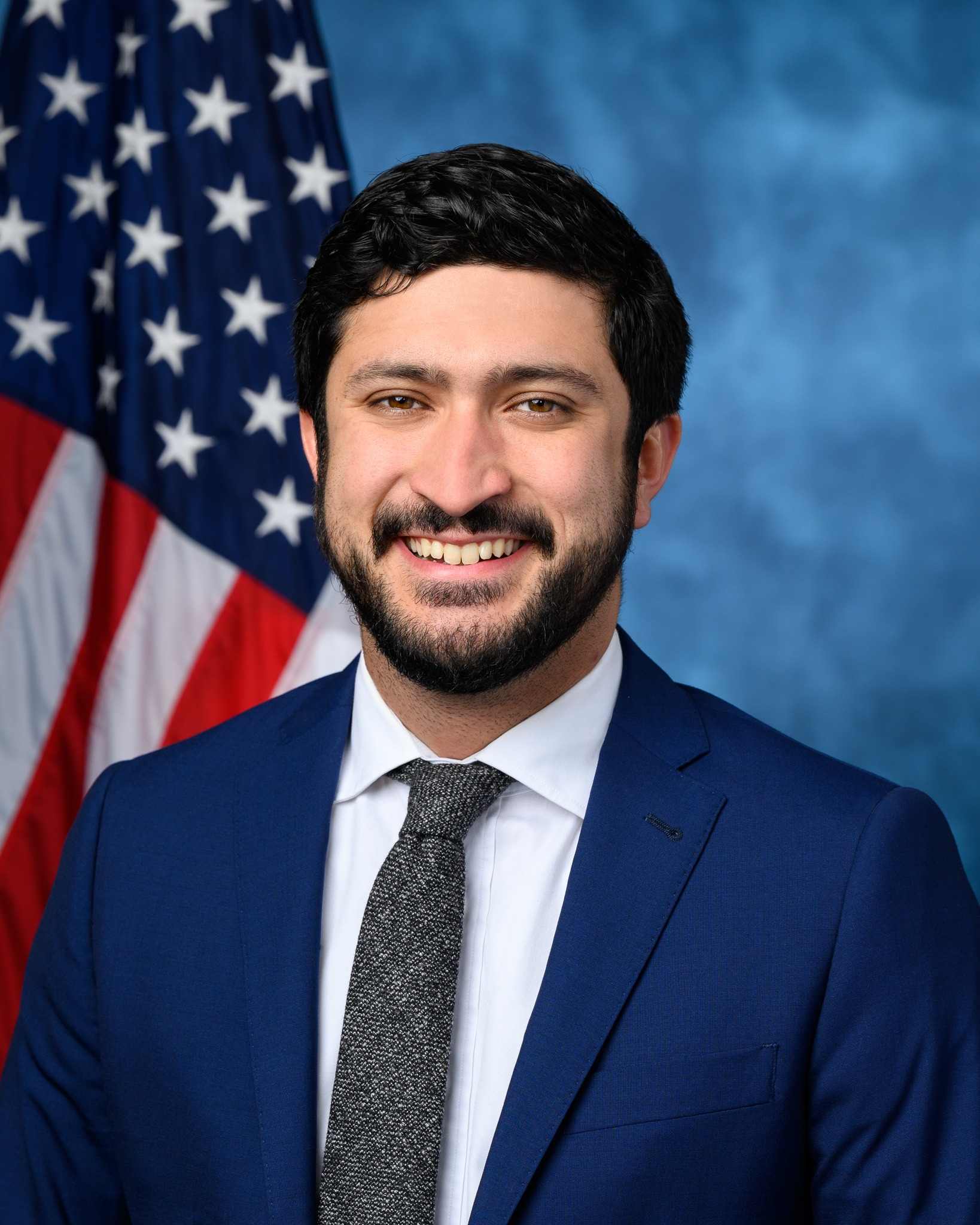
Greg Casar (2023)

Greg Casar (* 4. Mai 1989 in Houston, Texas) ist ein US-amerikanischer Politiker der Demokratischen Partei. Seit Januar 2023 vertritt er den 35. Distrikt des Bundesstaats Texas im US-Repräsentantenhaus.

## Leben
Casar ist Sohn mexikanischer Immigranten. Er besuchte bis 2007 die Strake Jesuit College Preparatory, worauf er 2011 einen Bachelor of Arts von der University of Virginia erhielt. Nach seinem Studium arbeitete er als nonprofit policy director des Workers Defense Project.

## Politische Laufbahn
Erste politische Erfahrungen sammelte Casar von 2015 bis 2022 als Stadtrat von Austin. Im Stadtrat setzte er sich für die Beschneidung des Polizeibudget und gegen das Verbot von Obdachlosencamps ein.
2022 kandidierte Casar für den Posten des Vertreters des 35. Distrikts Texas’ im Repräsentantenhaus. Nachdem er sich in der demokratischen Vorwahl mit mehr als 60 % der Stimmen durchgesetzt hatte, konnte er mit fast drei Vierteln die Wahl gegen den Republikaner Dan McQueen für sich entscheiden. Er wurde am 7. Januar 2023 als Mitglied des Repräsentantenhauses des 118. Kongresses vereidigt. Er ist Whip des Congressional Progressive Caucus.
Bei der Vorwahl zur folgenden Wahl zum Repräsentantenhaus 2024 qualifizierte sich Casar ohne Gegenkandidaten bei den Demokraten erneut. In der Hauptwahl zum 119. Kongress gegen den Republikaner Steven Wright setzte er sich mit 67,4 % durch.